# Белов, Владимир Степанович
Владимир Степанович Белов (27 апреля 1929, Москва — 17 апреля 2014, Москва) — советский борец и тренер, призёр чемпионата СССР (1951), главный тренер сборной СССР по греко-римской борьбе (1972—1974). Мастер спорта СССР. Заслуженный тренер СССР (1969). Награждён орденом «Знак Почёта» (1985) и Золотым орденом ФИЛА (2006). Автор нескольких книг по истории борьбы.

## Биография
Родился 27 апреля 1929 года в Москве. С 1943 года в составе истребительного батальона принимал участие в Великой Отечественной войне. Начал заниматься классической (греко-римской) борьбой в 1946 году под руководством Александра Борзова. В 1951 году становился серебряным призёром чемпионата СССР в полулёгком весе.
С 1967 по 1972 год был старшим тренером юношеской и молодёжной сборных СССР, с ноября 1972 по апрель 1974 года — главным тренером национальной сборной СССР. В 1973 году на чемпионате мира в Тегеране сборная СССР, выступая под его руководством, завоевала 5 золотых медалей и выиграла командный зачёт этих соревнований.
В 1990-х годах занимался тренерской деятельностью в Польше, Сирии, Пакистане. С 2004 года был директором музея борьбы, расположенного во Дворце борьбы имени Ивана Ярыгина.
Умер 17 апреля 2014 года в Москве. Похоронен на Троекуровском кладбище.